# Hl. Schutzengel (Oppum)

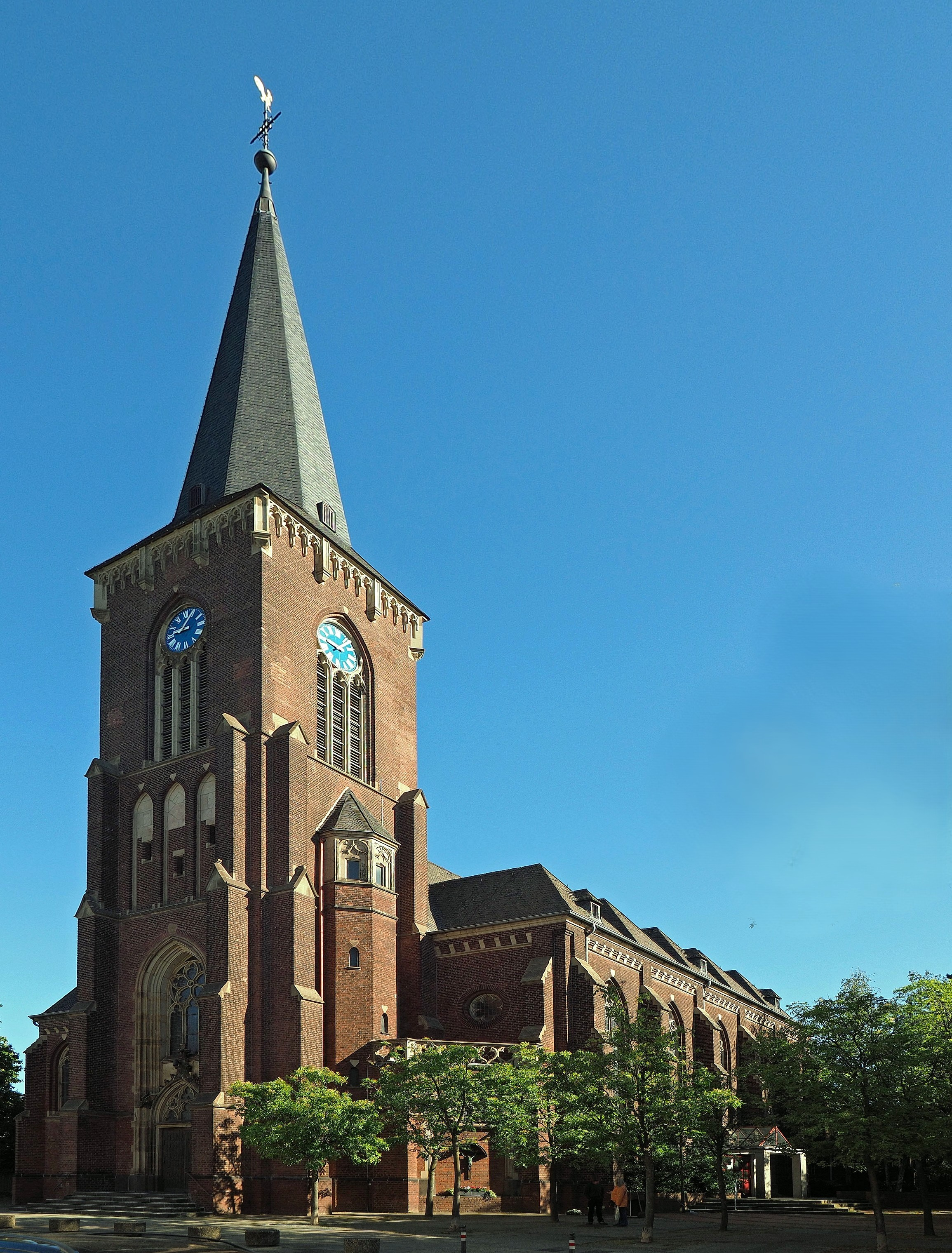
Pfarrkirche Heilige Schutzengel in Oppum

Heilige Schutzengel, auch Zu den heiligen Schutzengeln, ist eine römisch-katholische Pfarrkirche in Oppum, einem Stadtteil von Krefeld in Nordrhein-Westfalen. Sie steht unter dem Patronat der hll. Schutzengel und ist Pfarrkirche der Pfarre St. Augustinus Krefeld. Das Gotteshaus wurde von 1899 bis 1900 nach Plänen von Josef Kleesattel erbaut.

## Geschichte
Oppum gehörte ursprünglich zur Pfarre Bockum, eine eigene Kirche bestand in der Honschaft Oppum nicht. Durch die Ansiedlung größerer Industriebetriebe im Verlauf des 19. Jahrhunderts wuchs die Bevölkerung Oppums stetig an und aus der Bevölkerung kam der Wunsch nach einer eigenen Kirche auf. Dies führte 1889 zur Gründung eines Kirchenbauvereins, der fortan Gelder zum Bau einer eigenen Kirche sammelte. Im Jahr 1896 stellte eine ortsansässige Familie ein passendes Baugrundstück zur Verfügung. 1897 beauftragte der für Oppum zuständige Kirchenvorstand von St. Gertrudis den Düsseldorfer Architekten Josef Kleesattel mit der Planung der Kirche. Nachdem die Pläne genehmigt waren, konnte am 30. April 1899 der Grundstein für die heutige Kirche gelegt werden. Bereits im darauffolgenden Jahr war das neue Gotteshaus fertiggestellt und wurde am 30. September 1900 benediziert.
Zugleich erlangte Oppum eine gewisse Eigenständigkeit von Bockum durch die Erhebung zum Rektorat und erhielt mit dem Priester Johannes Augstein einen eigenen Seelsorger. Zum 31. März 1905 wurde Oppum schließlich endgültig von Bockum angetrennt und eigenständige Pfarre.
Im Zweiten Weltkrieg wurde die Kirche bei einem Luftangriff am 31. Dezember 1944 stark beschädigt, der Wiederaufbau erfolgte bis 1950 in alter Form unter der Leitung des Architekten Josef Haslag. In einem Pontifikalamt wurde die Kirche am 12. November 1950 durch den Aachener Bischof Johannes Joseph van der Velden wieder ihrer Bestimmung übergeben.
Durch den starken Zuzug wurde 1968 die Pfarrvikarie St. Karl Borromäus errichtet und weiterhin am 1. August 1977 der Seelsorgebezirk Pax Christi innerhalb der Pfarre Oppum gebildet und 1979 das Gemeindezentrum Pax Christi erbaut.
Zwischen 1984 und 1985 wurde der Innenraum nach Plänen von Architekt Heinz Döhmen, Mönchengladbach, renoviert und gemäß den Anforderungen der Liturgiereform umgestaltet.  Der neue Altar wurde am 23. Februar 1985 geweiht.
Zum 1. Januar 2013 wurde die Pfarre Hl. Schutzengel aufgelöst und mit der ebenfalls aufgelösten Pfarrvikarie St. Karl Borromäus und dem bereits zur Pfarre Hl. Schutzengel gehörenden Seelsorgebezirk Pax Christi zur neuen Pfarre St. Augustinus Krefeld fusioniert. Hl. Schutzengel wurde als Pfarrkirche der neuen Pfarrei bestimmt.

## Baubeschreibung

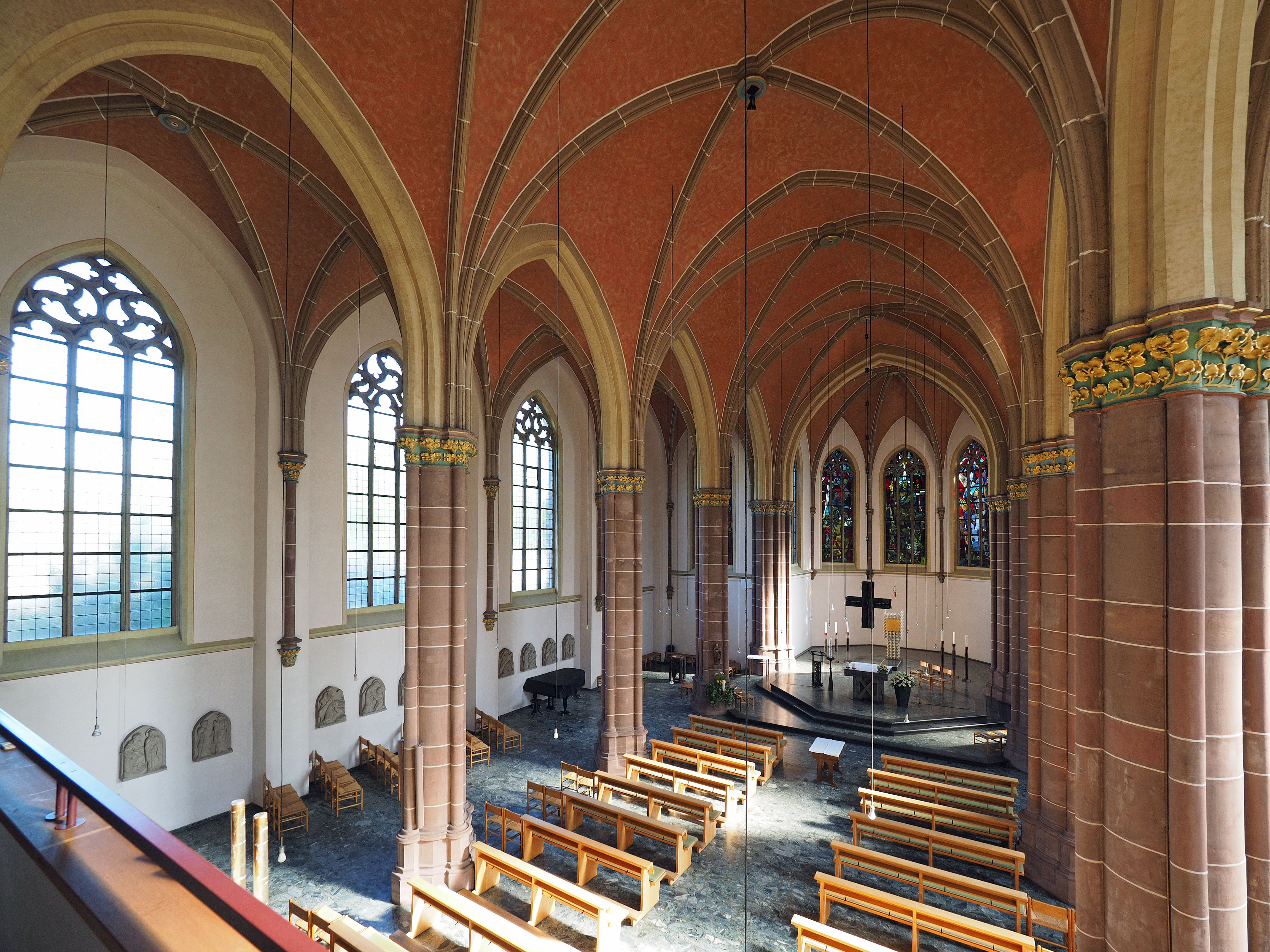
Innenraum

Hl. Schutzengel ist eine dreischiffige und fünfjochige Hallenkirche im Stil der Neugotik mit einjochigem Chor mit fünfseitigem Chorschluss im Osten und vorgebautem, dreigeschossigen und 56 m hohem Glockenturm mit achtseitigem Helm im Westen. Der gesamte Innenraum wird von Kreuzrippengewölben überwölbt.

## Ausstattung
Der 1985 geweihte und aus Basalt gefertigte Altar ist ein Werk des Buirer Künstlers Friedel Denecke aus dem Jahr 1985. Im gleichen Jahr schuf Denecke auch das aus Stahl bestehende Triumphkreuz und das Sakramentshaus. Das ebenfalls aus Stahl bestehende Taufbecken schuf Denecke bereits 1975. Ältestes Ausstattungsstück ist eine Madonna mit Jesukind, die zwischen 1430 und 1450 am nördlichen Mittelrhein entstanden ist. Die Buntglasfenster im Chor schuf 1958 und 1968 Otto Lauterbach, im Seitenschiff befindet sich ein Fenster von Heinrich Dieckmann aus dem Jahr 1942.

## Orgel

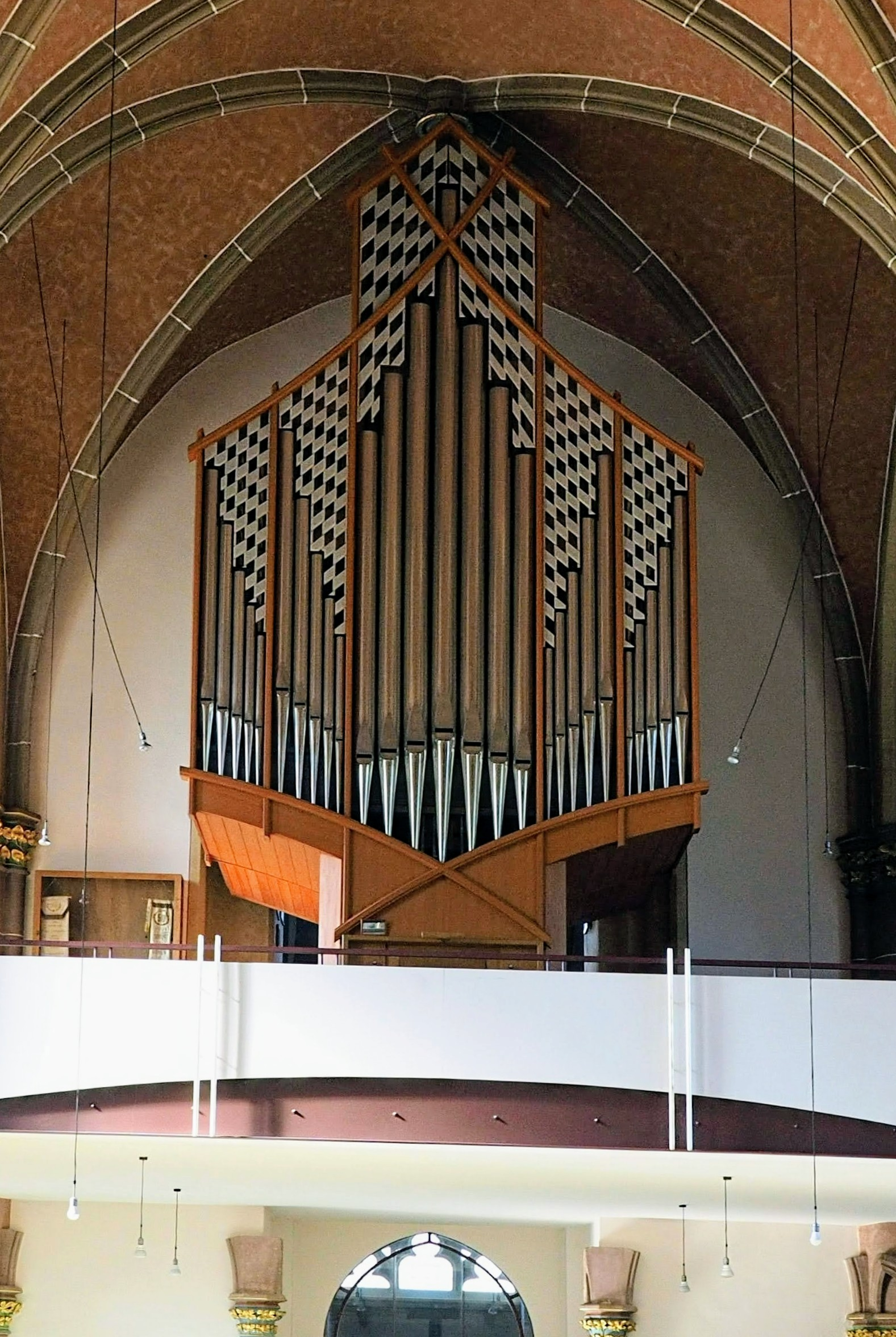
Orgelprospekt

Die derzeitige Orgel ist ein Instrument des Orgelbauer Georges Heintz von 1993. Das Schleifladeninstrument hat 28 Register auf zwei Manualen und Pedal bei mechanischer Spiel- und Registertraktur.
Die Disposition lautet:
| I Hauptwerk C–g3 |              |       |
| 1.               | Prinzipal    | 16′   |
| 2.               | Principal    | 8′    |
| 3.               | Zartflöte    | 8′    |
| 4.               | Konzertflöte | 8′    |
| 5.               | Octav        | 4′    |
| 6.               | Rohrflöte    | 4′    |
| 7.               | Quinte       | 2 ⁄3' |
| 8.               | Superoktave  | 2′    |
| 9.               | Cornett V    |       |
| 10.              | Mixtur IV–V  |       |
| 11.              | Trompete     | 8′    |

| II Schwellwerk C–g3 |                      |     |
| 12.                 | Bourdon              | 16′ |
| 13.                 | Gambe                | 8′  |
| 14.                 | Vox coelestis        | 8'  |
| 15.                 | Rohrgedeckt          | 8′  |
| 16.                 | Prinzipal            | 4′  |
| 17.                 | Traversflöte         | 4′  |
| 18.                 | Flageolet            | 2′  |
| 19.                 | Sesquialter II       |     |
| 20.                 | Plein jeu V          |     |
| 21.                 | Oboe                 | 8′  |
| 22.                 | Trompette harmonique | 8′  |
|                     | Tremulant            |     |

| Pedal C–f1 |                |     |
| 23.        | Kontrabass     | 16′ |
| 24.        | Subbaß         | 16′ |
| 25.        | Principalflöte | 8′  |
| 26.        | Oktav          | 4′  |
| 27.        | Bombarde       | 16′ |
| 28.        | Posaune        | 8′  |

- Normalkoppeln: II/I, I/P, II/P

## Pfarrer
Folgende Priester wirkten als Pfarrer an Hl. Schutzengel:
- 1900–1920: Johannes Augstein
- 1920–1934: Johannes Scheufens
- 1934–1959: Karl Michels
- 1959–1967: Josef Steinfort
- 1967–2013: Johannes Brüggemann

Seit der Pfarrfusion leitet die neue Pfarre ein Leitungsteam aus vier Ehrenamtlichen sowie je einem Vertreter aus Pfarreirat und Kirchenvorstand. Moderierender Priester ist seit 2013 Pfarrer Hans Russmann.